# Anna-Maja Henriksson
Anna-Maja Kristina Henriksson, de naixement Anna-Maja Kristina Forss, (Jakobstad, Finlàndia, 7 de gener de 1964) és una política suec-parlant finlandesa, líder del Partit Popular Suec des del 12 de juny de 2016, convertint-se així en la primera dona que ostenta el càrrec.
Va exercir com a ministra de Justícia de Finlàndia al gabinet de Jyrki Katainen del 2011 al 2014, al gabinet d'Alexander Stubb del 2014 al 2015, al gabinet d'Antti Rinne de juny a desembre de 2019 i, des de l'aleshores, n'exerceix al gabinet de Sanna Marin. Des del 2007 és membre del Parlament de Finlàndia, vicepresidenta del Partit Popular Suec de Finlàndia entre 2010 i 2016, i presidenta del grup parlamentari suec entre 2015 i 2016.